# Odorrana khalam
Espèce
Synonymes
- Rana khalam Stuart, Orlov & Chan-ard, 2005

Statut de conservation UICN

 LC  : Préoccupation mineure
Odorrana khalam est une espèce d'amphibiens de la famille des Ranidae.

## Répartition
Cette espèce se rencontre entre 1 100 et 1 600 m d'altitude, :
- dans le sud du Laos dans les provinces de Saravane et de Sékong ;
- dans le centre du Viêt Nam dans la municipalité de Đà Nẵng et la province de Thừa Thiên-Huế.

## Étymologie
Le nom spécifique khalam vient du laossien khalam, tabou, en référence au fait que certains individus de tribus de montagne ont averti les découvreurs que dormir dans la forêt provoquait des saignements de nez et que donc il ne fallait pas.

## Publication originale
- Stuart, Orlov & Chan-ard, 2005 : A new cascade frog (Amphibia: Ranidae) from Laos and Vietnam. Raffles Bulletin of Zoology, Singapore, vol. 53, p. 125-131 (texte intégral).